# Сода-Крік 1
Сода-Крік 1 (англ. Soda Creek 1) — індіанська резервація в Канаді, у провінції Британська Колумбія, у межах регіонального округу Карібу.

## Населення
За даними перепису 2016 року, індіанська резервація нараховувала 59 осіб, показавши зростання на 78,8%, порівняно з 2011-м роком. Середня густина населення становила 14,7 осіб/км².
З офіційних мов обидвома одночасно не володів жоден з жителів, тільки англійською — 60. Усього 25 осіб вважали рідною мовою не одну з офіційних, з них усі — одну з корінних мов.
Працездатне населення становило 50% усього населення, рівень безробіття — 40%.

## Клімат
Середня річна температура становить 5,7°C, середня максимальна – 21,8°C, а середня мінімальна – -15°C. Середня річна кількість опадів – 425 мм.
| Клімат поселення                              | Клімат поселення | Клімат поселення | Клімат поселення | Клімат поселення | Клімат поселення | Клімат поселення | Клімат поселення | Клімат поселення | Клімат поселення | Клімат поселення | Клімат поселення | Клімат поселення | Клімат поселення |
| Показник                                      | Січ.             | Лют.             | Бер.             | Квіт.            | Трав.            | Черв.            | Лип.             | Серп.            | Вер.             | Жовт.            | Лист.            | Груд.            |                  |
| Середній максимум, °C                         | −1,04            | 3,29             | 8,50             | 13,46            | 18,39            | 21,81            | 21,16            | 20,85            | 15,72            | 9,70             | 2,44             | −2,89            |                  |
| Середня температура, °C                       | −8,04            | −3,7             | 1,50             | 6,47             | 11,39            | 14,81            | 17,64            | 17,34            | 12,22            | 6,19             | −1,07            | −6,4             |                  |
| Середній мінімум, °C                          | −15,04           | −10,7            | −5,51            | −0,53            | 4,39             | 7,82             | 14,12            | 13,84            | 8,71             | 2,68             | −4,59            | −9,92            |                  |
| Норма опадів, мм                              | 36               | 17               | 16               | 19               | 36               | 56               | 52               | 45               | 37               | 34               | 40               | 37               |                  |
| Середньомісячна швидкість вітру, м/с          | 2.00             | 2.11             | 2.32             | 2.50             | 2.32             | 2.11             | 1.97             | 1.78             | 1.80             | 2.12             | 2.22             | 2.17             |                  |
| Середньомісячна сонячна радіація, кДж/м²·день | 2873             | 5811             | 10821            | 15859            | 19308            | 20914            | 21324            | 18002            | 12329            | 6706             | 3229             | 2160             |                  |
| --------------------------------------------- | ---------------- | ---------------- | ---------------- | ---------------- | ---------------- | ---------------- | ---------------- | ---------------- | ---------------- | ---------------- | ---------------- | ---------------- | ---------------- |
| Джерело:                                      |                  |                  |                  |                  |                  |                  |                  |                  |                  |                  |                  |                  |                  |